# Fantasy-Jahr 1997
Übersicht

◄◄ | ◄ | 1993 | 1994 | 1995 | 1996 | Fantasy-Jahr 1997 | 1998 | 1999 | 2000 | 2001 | ► | ►►

Weitere Ereignisse

## Ereignisse
- 11. Fantasy Filmfest 30. Juli – 27. August 1997 für jeweils eine Woche in München, Stuttgart, Frankfurt, Köln, Hamburg und Berlin